# SBSドラマリクエスト THE多数決
『SBSドラマリクエスト THE多数決』（エスビーエスドラマリクエスト ザ・たすうけつ）は、静岡放送（SBSテレビ）で放送されていたドラマの放送枠である。
現在は、『6チャンドラマリピート』に枠名を変更し放送している。

## 概要
『SBSドラマリクエストTHE多数決』は不定期に静岡放送がTBS系列で放送されたドラマ10作品をラインナップし、WebサイトやX（旧Twitter）などで視聴者に投票をゆだね、最も投票数を集めた作品を放送する。
木曜深夜は主にテレビ東京で放送されている（ドラマプレミア23、ドラマ24他）ドラマを放送していた。
ドラマリクエストアンバサダーはSBSアナウンサー・新城健太が務める。
2020年9月より『6チャンドラマリピート』に枠名を変更し、同年7月に俳優の三浦春馬が死去したこと受け、『BLOODY MONDAY（ブラッディ マンディ）』（第1シーズン・第2シーズン）共にを放送開始。
2021年2月18日からは『アノニマス〜警視庁“指殺人”対策室〜』（テレビ東京制作）の放送が開始され、「6チャン木曜ドラマ」に再度枠名を変更。これにより本枠は過去にTBS系列で放送されたドラマの再放送に限らずテレビ東京系列で放送されたドラマの遅れネットを開始した。
2021年4月24日から『SBSドラマリクエストTHE多数決』として再度開始。今回は本枠での放送ではなく土曜深夜（日曜未明）に移動し最も投票が多かった『Nのために』（TBSテレビ制作）を放送開始。また木曜日については4月29日から『珈琲いかがでしょう』（テレビ東京制作）を開始。本枠とSBSドラマリクエストTHE多数決は別々となった。
2021年6月24日よりTBSテレビで本番組と同時間帯で放送されている『中居大輔と本田翼と夜な夜なラブ子さん』が水曜23:56 - 24:55から移動するため、木曜日は1時間繰り下げの24:55 - 25:37へ変更となった。
2021年9月22日より水曜 23:56 - 24:37に土曜に放送している『バズドラマ』（この枠で放送されていた「2gether」は10月2日まで放送）が土曜24:58 - 25:54から移行する形で『孤独のグルメseason9』（2021年7月期にテレビ東京『ドラマ24』で放送された作品）を開始。本枠開設伴い、『ごぶごぶ』（毎日放送製作）は30分繰り下げ、『にちようチャップリン』は遅れネットを終了（打ち切り）となった。
2022年4月27日で水曜 23:56 - 24:46放送の『じゃない方の彼女』（テレビ東京制作）をもってこの時間のドラマ枠は終了、後番組は『よるのブランチ』の開始、同年5月26日をもって木曜24:55〜から放送中の『来世ではちゃんとします　お正月初夢SP』（テレビ東京制作）をもって木曜深夜のドラマ枠は終了、後番組は本ドラマ枠終了後に放送されていた『ゴットタン』（テレビ東京制作のバラエティー番組）を30分繰り上げ、『武井壮のなんでも協会』となり2020年の『SBSドラマリクエスト THE多数決』から続いた静岡放送の深夜ドラマ枠は一旦終了となる。
2023年4月13日から 毎週木曜 23:56 - 24:54にて『6チャンドラマリピート』として2021年10月期放送金曜ドラマ・『最愛』（TBS）の放送が開始約1年ぶりに枠名のついたドラマ再放送枠が復活。2023年6月15日をもって同ドラマが最終回となったがその後も2017年4月期放送『金曜ドラマ』・『リバース』（TBS）を6月22日から放送開始。
2023年7月6日（『リバース』第3話）から23:56 - 24:26にテレビアニメ『呪術廻戦』（第2期）が全国ネットで開始されることに伴い、本放送枠は24:26 - 25:25に繰り下げられた。
前述のテレビアニメ『呪術廻戦』（第2期）が2023年12月28日で一旦終了（完結）したことにより2024年1月4日（「私結婚できないんじゃなくてしないんです」第7話）から再度23:56 - 24:55の放送時間へと一時的に戻ったが翌週1月11日からはTBS系全国ネットアニメ枠（23:56 - 24:26）が新設されることに伴い、本放送枠（『私結婚できないんじゃなくて、しないんです　第8話』は24:26 - 25:25に再度繰り下げられた。さらに、2024年4月期からは同時間帯にMBS制作・TBS系全国ネットアニメ枠『スーパーアニメイズムTURBO』（24:26 - 24:56）が編成されることに伴い木曜 24:26からの放送枠は再び消滅することになった。
2023年2月1日から3月29日までは木曜 24:26 - 24:56の放送枠で『ポケットに冒険をつめこんで』（テレビ東京制作、初回のみ2話連続）の放送が放送されていた（枠名の記載はなし）。
2024年4月からSBSで放送される深夜帯の国内ドラマはTBSテレビ制作ドラマストリーム（第2期）・『からかい上手の高木さん』（4月22日〈4月23日未明〉〜 6月3日〈6月4日未明〉、TBSテレビ制作、初回は2話連続）のみとなっていたが2024年6月20日（6月21日未明）から2024年8月23日公開の映画『ラストマイル』公開に向け、木曜 24:56 - 25:55で『アンナチュラル』（本放送は2018年1月期放送、字幕放送対応）と8月29日（8月30日深夜）から『MIU404』（本放送は2020年6月）が放送される。両作の放送のため、同時間帯に放送されていた『ゴットタン』（テレビ東京制作）は打ち切りとなった。
2024年10月15日（16日未明）から2025年1月7日（8日未明）火曜 24:56 - 25:36に『それぞれの孤独のグルメ』の放送を開始。本枠（6チャンドラマリピート）やTBSテレビ制作の『ドラマストリーム』を合わせ、SBSで深夜帯に放送される国内ドラマの数は3番組となった。
2024年11月8日（7日深夜）をもって『ラストマイル』関連ドラマ2作品が最終回を迎えたが、再放送を継続、翌週（11月15日〈14日深夜））からは『オー!マイ・ボス!恋は別冊で』（火曜ドラマ・2021年1月クール放送）を放送する。
2025年1月30日（31日未明）より劇場版公開に合わせて『トリリオンゲーム（テレビドラマ版）』（金曜ドラマ・2023年7月クール）を放送（第1話は15分拡大）。
2025年4月改編期で同時間帯に『有吉ぃぃeeeee!そうだ!今からお前んチでゲームしない?』（テレビ東京制作）が水曜 24:56 - 25:45から移動するため、4月4日（3日深夜）放送の『トリリオンゲーム』をもって再度ドラマ再放送枠は廃止になった。

## 放送作品

### 木曜（SBSドラマリクエストTHE多数決→6チャンドラマリピート）
木曜 23:56 - 24:54
- 2020年07月クール：アンナチュラル（金曜ドラマ2018年1月期作品）（ここまでSBSドラマリクエストTHE多数決）として放送）。TBS（再）
- 2020年09月クール： BLOODY MONDAY  （TBS土曜8時枠の連続ドラマ2008年10月期作品）TBS（再）
- 2020年012月クール：BLOODYMONDAY Season2（ここまで6チャンドラマリピートとして放送。）TBS（再）
- 2021年2月クール：アノニマス〜警視庁“指殺人”対策室〜 TX
- 2021年4月クール：珈琲いかがでしょう（ここまで木曜23:56 - 24:55に放送）TX
- 2021年7月クール：40万キロかなたの恋 TX、29日〜シェフは名探偵 TX
- 2021年9月（10月）クール：サ道2021 TX
- 2022年1月クール：来世ではちゃんとします TX
- 2022年4月 - 5月：来世ではちゃんとします2 TX（ここまで6チャン木曜ドラマとして放送。ここで枠のタイトルがついたドラマ枠は一旦終了）

#### 6チャンドラマリピート（第2期）
木曜 23:56 - 24:54→24:24 - 25:25→木曜 23:56 - 24:55→24:26 - 25:25→24:26 - 24:56
- 2023年4月 - 6月15日：最愛 TBS（再）
- 2023年6月22日 - 8月31日：リバース TBS（再）
- 2023年9月7日 - 11月10日：ハロー張りネズミ TBS（再）
- 2023年11月17日 - 2024年1月25日：私結婚できないんじゃなくて、しないんです TBS（再）
- 2023年2月1日 - 3月28日：ポケットに冒険をつめこんで（初回のみ2話連続放送）TX

### 6チャンドラマリピート（第3期）
木曜 24:56 - 25:55
- 2024年6月20日 - 8月22日：アンナチュラル TBS（再）
- 8月29日 - 11月7日：MIU404 TBS（再）
  - 上記2作は映画『ラストマイル』関連のPRとして放送
- 11月14日 - 2025年1月23日：オー!マイ・ボス!恋は別冊で TBS（再）
- 1月31日 - 4月4日：トリリオンゲーム TBS（再）
  - 『劇場版 トリリオンゲーム』PRとして放送

### 土曜→水曜（SBSドラマリクエストTHE多数決→バズドラマ）
土曜（日曜深夜0:50 - 1:45）24:50 - 25:45
2021年10月〜水曜 23:56 - 24:37
- 2021年4月クール：Nのために TBS（再）
- 2021年7月クール：2gether 他 （水曜深夜に「孤独のグルメ」開始後も最終回までは土曜に放送していた）
- 9月（10月）クール：孤独のグルメseason9 TX
- 2021年12月 - 2022年1月：うきわ -友達以上、不倫未満- TX
- 2022年2月 - 4月：じゃない方の彼女 TX（この作品をもってこの時間のドラマ枠は終了）

略号用語
TBSテレビ制作 = TBS
テレビ東京制作 = TX
その他（海外ドラマほか）= 他
過去にSBSで放送されたドラマ＝（再）

## 備考
- TBS系の一部放送局では当該時間帯は『テッペン!・中居大輔と本田翼と夜な夜なラブ子さん』を放送している[22]。SBSテレビでは『夜な夜なラブ子さん』の前番組である『ダブルベッド』は非ネットであったが、『夜な夜なラブ子さん』は2021年3月期までは土日の午後に不定期放送という形でネット、2021年4月期の改編から毎週水曜23:56 - 24:54に遅れネット、2021年6月24日からは本番組を1時間繰り下げてTBSと同時間帯に移行し、遅れネットから同時ネットに変更された。現在はモクバラナイトを放送中。
- 2020年6月まで当該時間帯に遅れネットしていた毎日放送制作の『ごぶごぶ』は2021年6月17日までは1時間繰り下げて当番組の後に放送していた。2021年6月24日からは「中居大輔〜」の同時ネット移行のため、現在は水曜23:56 - 24:55に放送している。
- 本枠が開始される以前に2020年4月20日からおうちDEドラマと題し、『逃げるは恥だが役に立つ』[23]（2020年4月20日 - 2020年5月6日、月曜 - 木曜 23:56 - 24:55）『孤独のグルメ』Season7（2020年5月7日 - 2020年6月3日、火曜 - 木曜 23:56 - 24:36）『初めて恋をした日に読む話』（2020年6月4日 - 2020年6月25日、火曜 - 木曜 23:56 -24:55）を放送していた。
- SBSテレビで「ドラマ・時代劇」の再放送を毎週指定の曜日放送するのは「Nスタ」0部のネット開始に伴う「水戸黄門」の再放送終了以来およそ10ヶ月ぶり。[24][25]